# SN 1999ad
SN 1999ad – supernowa odkryta 9 lutego 1999 roku w galaktyce A113318-0545. W momencie odkrycia miała maksymalną jasność 20,20m.